# Famille Nave
Pour les articles homonymes, voir Nave.
 (août 2024).
La famille Nave est une famille patricienne de Venise, originaire de Bergame, où ils s'appaient Ceroni. 

## Historique
Ils faisaient du commerce de cire et de droguerie sous l'enseigne della Nave à Venise. 
Elle fut agrégée à la noblesse en 1653 en payant la taxe ad-hoc de 100 000 ducats.
La famille s'éteint en 1713, avec le décès de Bernardo.

## Armes

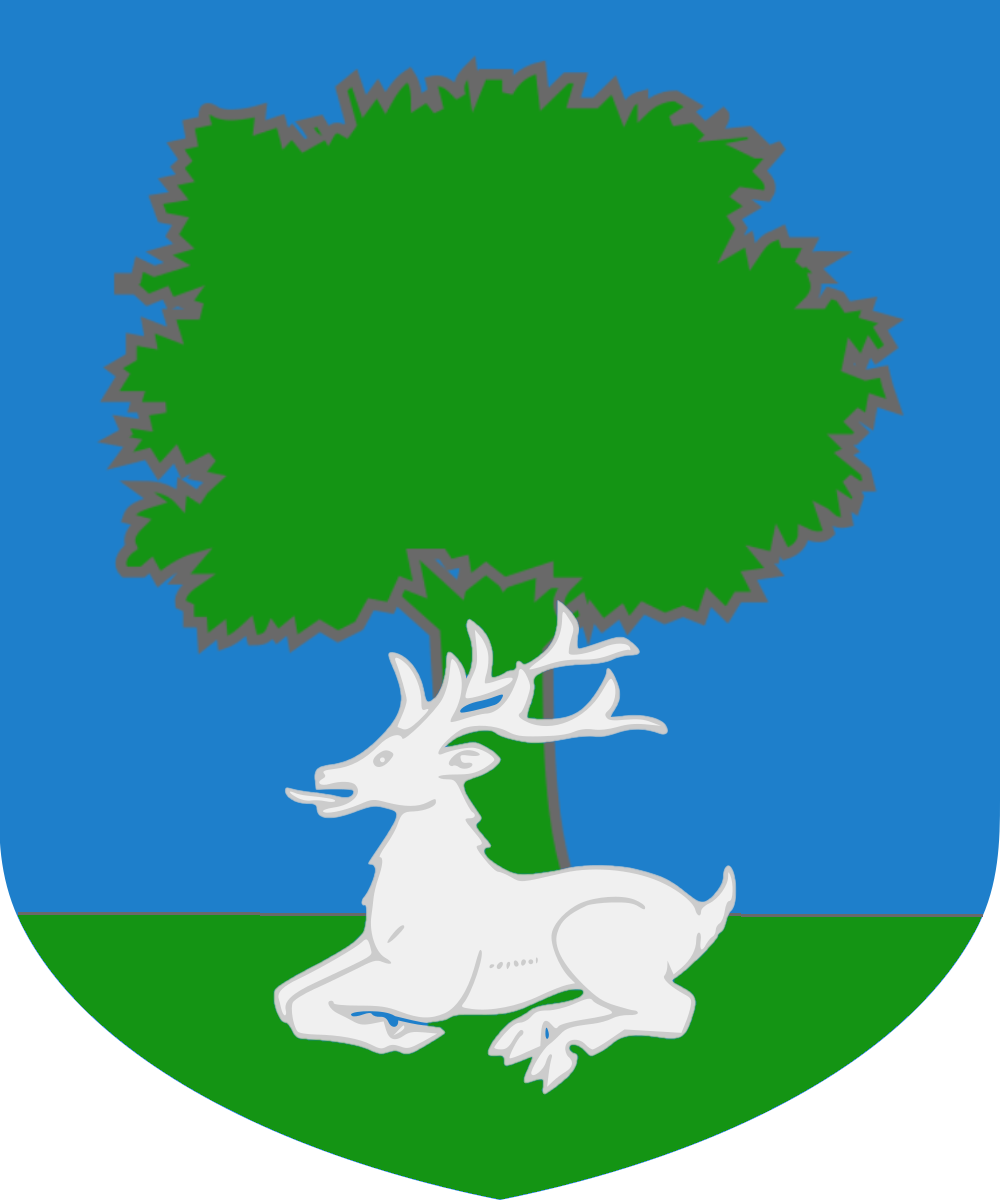
armes historiques des dalle Nave (Venise)

Les armes des Nave se composent  d'un écu parti :
- au 1er d'azur avec un vaisseau et ses voiles déployées d'argent ;
- au 2e de même azur avec un arbre sur un terrain de sinople avec un cerf d'argent couché aux pieds de l'arbre.